# Justin Miller
Justin Miller – nowozelandzki judoka.
Brązowy medalista mistrzostw Oceanii w 2008. Trzeci na mistrzostwach kraju w 2007 roku.